# マルケル湖
マルケル湖（Markermeer (オランダ語発音: [ˌmɑrkərˈmeːr]) マルケルメーア）は、オランダの北ホラント州とフレヴォラント州の間にある湖。
かつてこの湖はゾイデル海の一部であったが、高潮被害防止と干拓事業を目的としたゾイデル海開発の主要事業で、1932年に完成したアフシュライトダイク（大堤防）により淡水湖となったアイセル湖の南側部分である。マルケル湖は当初の計画では干拓地になる予定であり、1975年に完工したハウトリブダイク（ハウトリブ堤防）によって北側のアイセル湖と隔てられて出来たのが、このマルケル湖である。しかしこのマルケルメーア干拓計画は2000年に計画が完全に破棄された。一帯はホシハジロ、キンクロハジロ、オオバン、ハシビロガモなどの越冬地、コモンクイナ、ヒメヨシゴイなどの繁殖地および魚や軟体動物の重要な生息地で、1989年に東岸の水域、沼地、ヨシ原、ヤナギの林、草地などからなるオーストファールデルスプラセンは、2000年にマルケル湖およびアイ湖一帯はラムサール条約登録地となった。
湖の名前は、ゾイデル海の南西部にある小さな島であるマルケン島に因んで名付けられた。

## 隣接する湖
- アイセル湖 ：ハウトリブダイクで隔てられた北側の湖
- アイ湖 ：マルケル湖の南端、アムステルダム付近の湾。明確な境界は存在しない
- ホーイ湖（英語版） ：フレヴォラント干拓地と北ホラント州の間の湖

## 施設
- ハウトリブダイク（ハウトリブ堤防） ：アイセル湖との間にある全長30kmの堤防。国道N302号が通っている
- エンクホイゼン複合水門施設 ：北ホラント州側にある閘門とクラッベルスガト水門（Krabbersgatsluizen）。付近にクラッベルスガト可航水道橋（オランダ語版）がある。
- ハウトリブ複合水門施設（オランダ語版） ：フレヴォラント州側にある閘門と水門

## この湖に面している主な基礎自治体
北ホラント州
- エンクハウゼン
- ホールン
- エダム・フォレンダム

フレヴォラント州
- レリスタット
- アルメレ